# 외환유치죄
외환유치죄(外患誘致罪)는 외국과 통모(通謀)하여 대한민국에 대하여 전단(戰端)을 열게 하거나 외국인과 통모하여 대한민국에 항적(抗敵)하는 죄를 말한다.(형법 제92조)
이 죄의 법정형은 '사형 또는 무기징역'이고, 형법 제2편제2장(외환의 죄)에 규정되어 있으며, 국가의 외적 안전을 보호법익으로 한다.

## 규정
제92조(외환유치) 외국과 통모하여 대한민국에 대하여 전단을 열게 하거나, 외국인과 통모하여 대한민국에 항적한 자는 사형 또는 무기징역에 처한다.

이 죄에서 '외국과의 통모'란 외국의 정부기관과 의사를 연락하는 것을 말하고, '전단(戰端)을 열게 한다'란 외국으로 하여금 전투행위를 개시하게 하는 것으로서 국제법상의 전쟁개시 뿐만 아니라 사실상 전쟁의 형태라고 인정될 만한 일체의 무력행사를 포함한다. 또, '항적'이란 전투원, 비전투원 여부를 불문하고 외국의 군사업무에 종사하여 대한민국에 적대하는 행위를 말한다. 이 죄의 미수범과 예비·음모, 선동·선전은 모두 형사처벌 대상이다.(형법 제100조 및 제101조)

### 외국
이 죄에서 '외국(外國)'이란 국제법상 승인된 국가 여부를 불문하므로, 사실상의 정부 체제를 갖춘 교전단체(交戰團體)도 외국에 해당한다.
조선민주주의인민공화국이 이 죄에 있어서 '외국'에 해당하는지는 논란이 있는데, 대한민국 대법원은 '간첩죄에 있어서는 이를 국가에 준하여 취급하여야 한다'고 판시하고 있다.
북한괴뢰집단은 우리 헌법상 반국가적인 불법단체로서 국가로 볼 수 없으나, 간첩죄의 적용에 있어서는 이를 국가에 준하여 취급하여야 한다는 것이 당원(當院)의 판례이며(1959.7.18 선고4292형상180 판결 및 1971.9.28 선고 71도1498 판결 각 참조), 현재 이 견해를 변경할 필요는 느끼지 않는다. 위와 같은 견해가 헌법에 저촉되는 법률해석이라는 논지는 독단적 견해에 불과하여 받아들일 수 없다. — 대법원 1983.3.22. 선고 82도3036 판결 【간첩·구국가보안법위반·반공법위반·국가보안법위반】

## 같이 보기
- 대한민국 형법 제92조
- 외환죄
- 여적죄
- 대한민국 형법상 범죄 목록